# Robert Hamer
Robert Hamer (ur. 31 marca 1911 w Kidderminster, zm. 4 grudnia 1963 w Londynie) – brytyjski reżyser, scenarzysta i montażysta filmowy. Ważna postać powojennej kinematografii brytyjskiej.

## Życiorys
Karierę w branży filmowej zaczął w latach 30. w charakterze montażysty, m.in. przy Oberży Jamajka (1939) Alfreda Hitchcocka. Doświadczenie reżyserskie przyniósł mu nowelowy film grozy U progu tajemnicy (1945). Sławę i uznanie zyskał dzięki komedii Szlachectwo zobowiązuje (1949) z Alekiem Guinnessem w ośmiu różnych rolach, zrealizowanej dla Ealing Studios. Film wszedł do kanonu najwybitniejszych dokonań w historii brytyjskiego kina.
Wyreżyserował również takie filmy, jak m.in. Zbieg z Dartmoor (1947), Ojciec Brown (1954), Kozioł ofiarny (1959) i Szkoła dla drani (1960).
Pomimo małżeństwa z aktorką Joan Holt i związku z Pamelą Wilcox, nieobce były Hamerowi skłonności homoseksualne. Miał problemy z alkoholem, które pod koniec życia dawały się we znaki również na planie filmowym. Zmarł na zapalenie płuc w 1963 w wieku 52 lat.